# Вулканічний газ

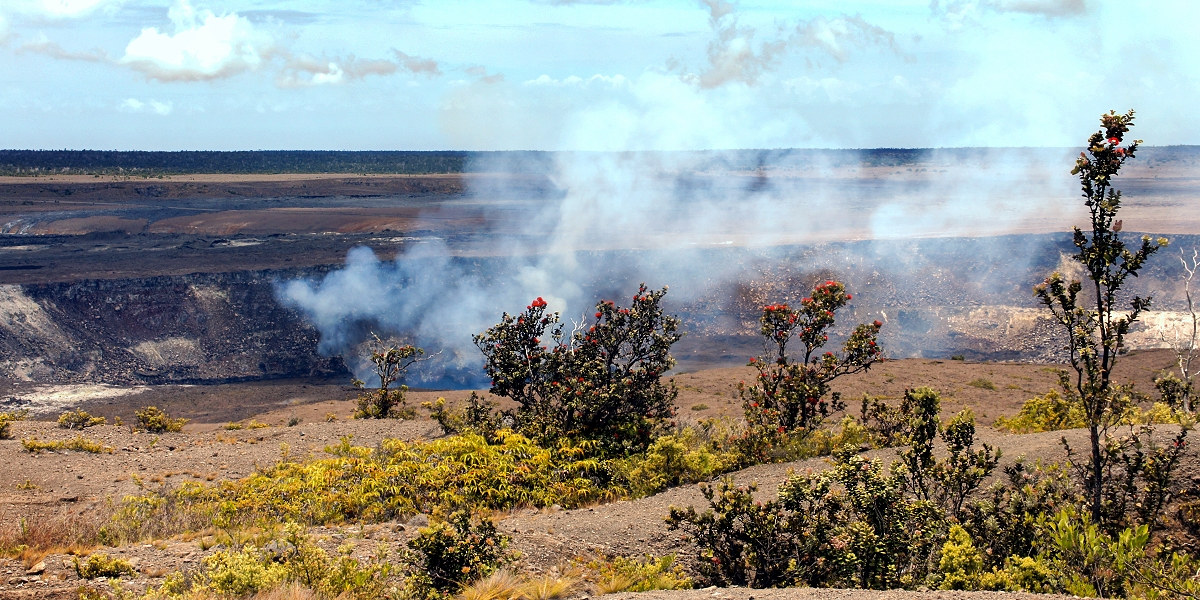
Вулканічні гази,
Кратер Халемаумау

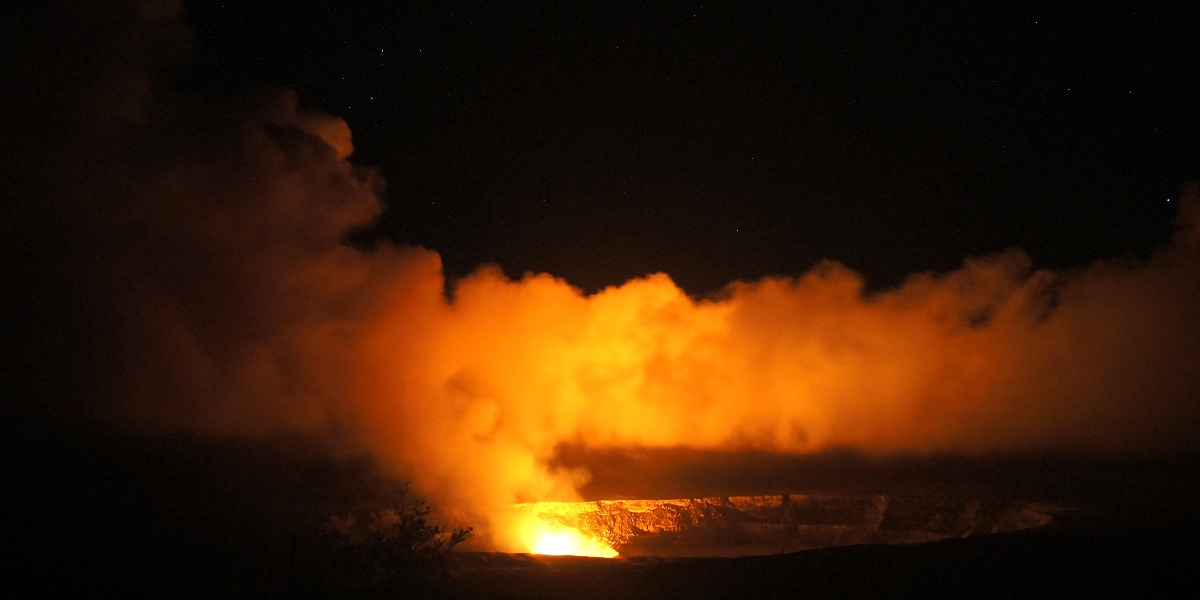
Вулканічні гази вночі, Кілауеа

Вулканічні гази— гази, що виділяються вулканами під час і після виверження з кратера, тріщин, розташованих на схилах вулкана, з лавових потоків і пірокластичних порід.

## Види
Вулканічні гази це загальне поняття для всіх газів, що виділяються з вулканів, серед них виділяють два види:
- Еруптивні гази — гази, що виділяються під час активних фаз вивержень вулканів. Еруптивні гази визначають характер вибухових вивержень і впливають на плинність лав, що виливаються.
- Фумарольні гази (від Фумарола) — суміш газів у вигляді струмків і мас, що клубляться, що виділилися з лави або пірокластичних порід у періоди спокійної діяльності вулкана, із захопленими газами з атмосфери. Фумарольні гази утворюються в результаті реакції продуктів виверження з органічними речовинами, що знаходилися під гарячими потоками лавовими або пірокластичними відкладеннями.

По температурі фумарольних газів, що виходять, розрізняють:
- сухі — 1000—650° С
- кислі — 650—400° С
- лужні — 400—200° С
- сірчисті або сольфатари — 300—100 ° С
- вуглекислі або мофети — менше 100 ° С.

## Склад

Вулканічні гази

Вулканічний газ має різний склад на різних вулканах, в основному він складається (за зменшення концентрації) з:
- водяна пара
- вуглекислий газ, чадний газ
- Оксид сірки(IV), Оксид сірки(II), сірка
- оксиди азоту
- сірководень
- хлороводень, флуорводень
- водень, метан
- та інші гази.

## Похідні

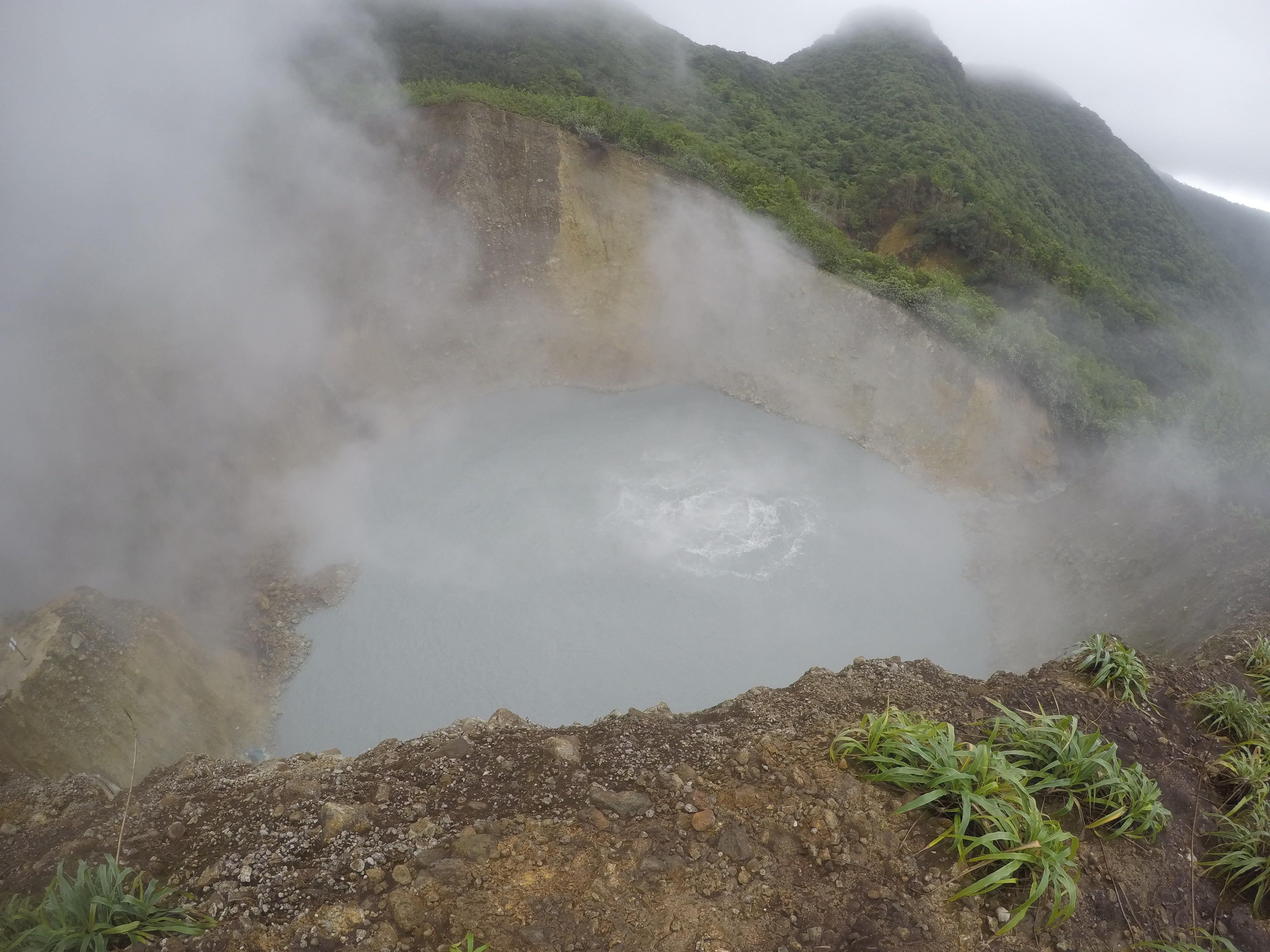
Озеро, що кипить

Вулканічні гази, що проникають через гірські породи, створюють:
- Геотермальні поля з геотермальними джерелами і гейзерами
- мінеральні води
- Відкладення кристалічної сірки
- Вулканічні пустелі, від гарячого та отруєного ґрунту.

В атмосфері під дією води і сонячного світла утворюється вулканічний смог.